# La Neuville-d'Aumont
La Neuville-d'Aumont era un comune francese di 322 abitanti (al 1º gennaio 2018) situato nel dipartimento dell'Oise della regione dell'Alta Francia. 
Il 1º gennaio 2017 si è unito a Le Déluge e Ressons-l'Abbaye per formare il nuovo comune di La Drenne.

## Società

### Evoluzione demografica
Abitanti censiti